# Guariroba (Ceilândia)

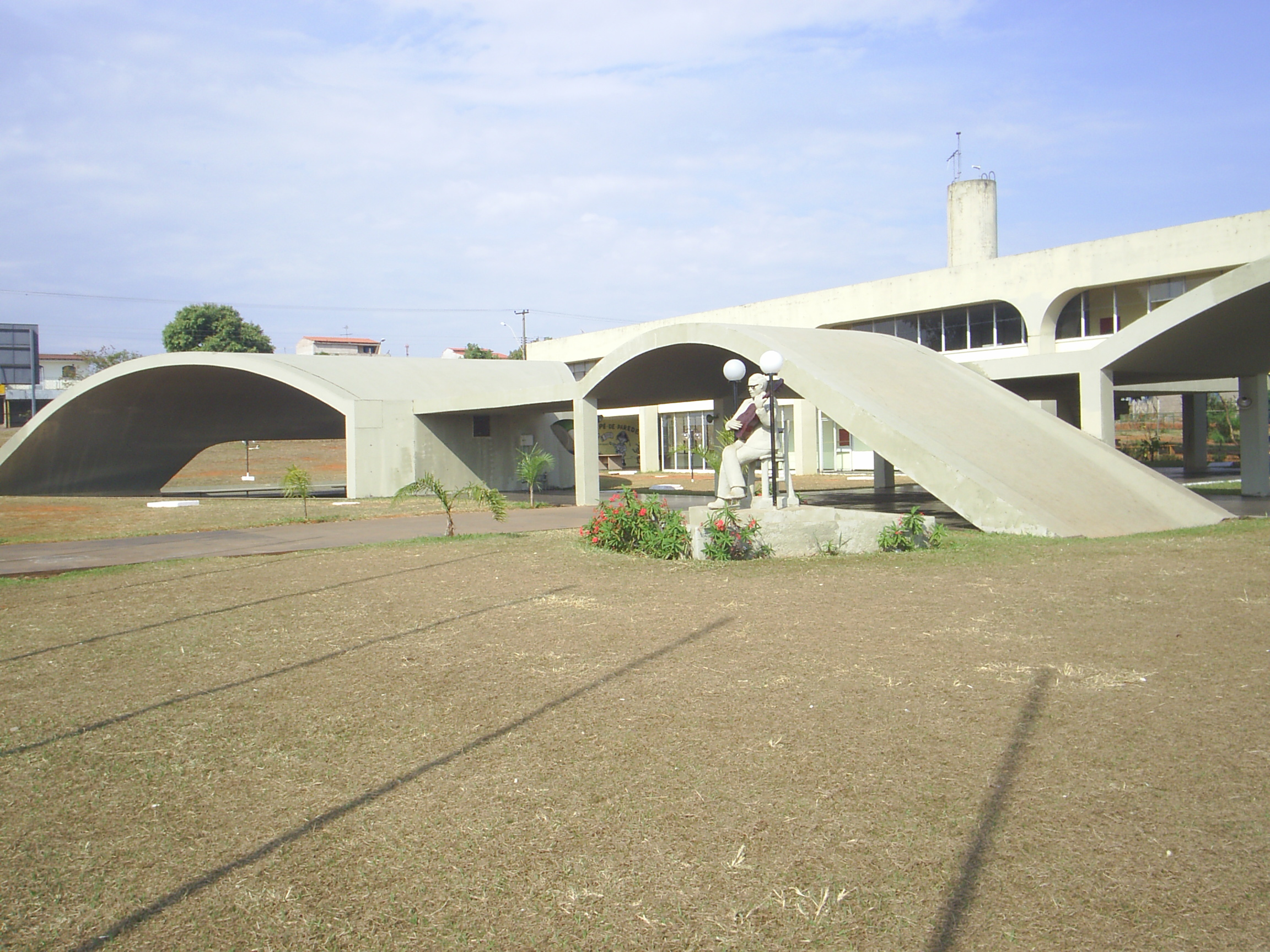
Casa do Cantador do Brasil na Guariroba.

Guariroba é um bairro da região administrativa de Ceilândia, no Distrito Federal.
O bairro compreende as quadras pares QNNs 02 a 10; 12 a 16; 18 a 26 e 28 a 34 e a Nova Guariroba, que faz parte da região, com as quadras pares QNNs 36 a 40.
Entre alguns locais de interesse do bairro estão a Casa do Cantador - única obra projetada pelo arquiteto Oscar Niemeyer localizada fora do Plano Piloto de Brasília[carece de fontes?] e o estádio Abadião.
Por ali também ficam as estações do Metrô-DF - Ceilândia Sul e Estação Guariroba, além da área do Campus UNB-Ceilândia, o Centro de Ensino Médio 04 (o Centrão), o centro de ensino AD1, a Fundação Bradesco (que dá o nome popular de via Fundação Bradesco a uma das pistas da região), um CAIC (entre outras escolas), igrejas, um hospital, o Museu da Memória Viva dos Candangos Incansáveis e a Feira da Guariroba/P Sul.